# Borków (gromada)
Borków – dawna gromada, czyli najmniejsza jednostka podziału terytorialnego Polskiej Rzeczypospolitej Ludowej w latach 1954–1972.
Gromady, z gromadzkimi radami narodowymi (GRN) jako organami władzy najniższego stopnia na wsi, funkcjonowały od reformy reorganizującej administrację wiejską przeprowadzonej jesienią 1954 do momentu ich zniesienia z dniem 1 stycznia 1973, tym samym wypierając organizację gminną w latach 1954–1972.
Gromadę Borków z siedzibą GRN w Borkowie utworzono – jako jedną z 8759 gromad na obszarze Polski – w powiecie kieleckim w woj. kieleckim, na mocy uchwały nr 13c/54 WRN w Kielcach z dnia 29 września 1954. W skład jednostki weszły obszary dotychczasowych gromad Borków, Marzysz i Słopiec Szlachecki oraz wieś Trzemosna i gajówki Trzemosna-Trupień i Trzemosna parcelacja z dotychczasowej gromady Szczecno ze zniesionej gminy Szczecno w tymże powiecie. Dla gromady ustalono 15 członków gromadzkiej rady narodowej.
29 lutego 1956 z gromady Borków wyłączono oddziały Nr 1–30, 33-39 i 42 nadleśnictwa Szczecno, włączając je do gromady Szczecno w powiecie chmielnickim.
1 stycznia 1969 do gromady Borków przyłączono obszar zniesionej gromady Suków.
Gromada przetrwała do końca 1972 roku, czyli do kolejnej reformy gminnej.